# Kōsuke Ozaki
Kōsuke Ozaki (jap. 尾崎 光輔, Ozaki Kōsuke; * 7. Oktober 1992 in Yamagata) ist ein ehemaliger japanischer Biathlet. Er startete seit 2017 im Weltcup und nahm an den Olympischen Spielen 2022 teil.

## Sportliche Laufbahn
Kōsuke Ozaki bestritt seine ersten internationalen Wettkämpfe im Rahmen der Juniorenweltmeisterschaften 2012 in Kontiolahti und wurde 73. des Einzels, 52. des Sprints und 60. in der Verfolgung. Nach einer mehrjährigen Pause trat er erst ab Ende 2016 wieder in Erscheinung, als er in Beitostølen sein Debüt im IBU-Cup gab und als 38. des zweiten Sprints sofort erste Ranglistenpunkte gewinnen konnte. Kurz darauf startete der Japaner auf der Pokljuka-Hochebene in Slowenien erstmals im Weltcup und erreichte an der Seite von Mikito Tachizaki, Tsukasa Kobonoki und Junji Nagai den 19. Rang im Staffelrennen. Bei seinem ersten Weltcup-Einzelrennen eine Woche später in Nové Město na Moravě wurde er 91. im Sprint, bei seinen ersten Weltmeisterschaften verbesserte er sich immerhin auf Platz 86. Bei den Asienspielen ergatterte er im Massenstart hinter Jan Sawizki und Wang Wenqiang die Bronzemedaille, in der Saison 2017/18 wechselten seine Einsätze zwischen IBU-Cup und Weltcup, wo Ozaki meistens zu Staffeleinsätzen kam. Auch mit Beginn der Saison 2018/19 startete er in beiden Wettkampfklassen und konnte sich in Nové Město im Dezember 2018 mit dem 60. Platz im Sprint erstmals für ein Verfolgungsrennen im Weltcup qualifizieren. Mit dem 52. Rang dort erzielte er sein bis dahin bestes Weltcupergebnis. In Soldier Hollow gelang ihm außerdem mit Tsukasa Kobonoki, Sari Maeda und Fuyuko Tachizaki der zwölfte Platz im Mixedwettkampf und damit sein generell bestes Staffelresultat.
In den folgenden Jahren startete Ozaki durchgehend im Weltcup und erzielte meist Platzierungen außerhalb der besten 70 Athleten. Im Rahmen der Weltmeisterschaften 2020 lief er trotz eines Schießfehlers im Sprint auf Rang 49 und unterbot damit sein bisheriges Bestergebnis, im zugehörigen Verfolger belegte er Position 56. Ein großer Erfolg gelang dem Japaner im Januar 2021, als er beim Einzelwettkampf von Antholz als einer von vier Athleten am Schießstand fehlerfrei blieb und mit Platz 24 seine ersten Weltcuppunkte gewinnen konnte. Im Laufe der Saison 2021/22 konnte er sich mit vier Top-50-Platzierungen im Vergleich zu den Vorsaisons noch einmal steigern und verpasste dabei mehrfach knapp die Punkteränge. Karrierehöhepunkt wurde die Teilnahme an den Olympischen Spielen 2022, bei denen Ozaki die Ränge 44 und 51 in Sprint und Verfolgung belegte, ebenfalls gut schnitt er mit dem zwölften Platz im Männerstaffelrennen von Kontiolahti ab. Nach Saisonende beendete er gemeinsam mit Tsukasa Kobonoki, Sari Maeda und Fuyuko Tachizaki seine Karriere als Leistungssportler und hinterließ damit eine empfindliche Lücke im japanischen Biathlonkader.

## Persönliches
Ozaki ist verheiratet und lebt wie alle japanischen Sportsoldaten in Sapporo.

## Statistiken

### Weltcupplatzierungen
Die Tabelle zeigt alle Platzierungen (je nach Austragungsjahr einschließlich Olympische Spiele und Weltmeisterschaften).
- 1.–3. Platz: Anzahl der Podiumsplatzierungen
- Top 10: Anzahl der Platzierungen unter den ersten zehn (einschließlich Podium)
- Punkteränge: Anzahl der Platzierungen innerhalb der Punkteränge (einschließlich Podium und Top 10)
- Starts: Anzahl gelaufener Rennen in der jeweiligen Disziplin
- Staffel: inklusive Mixed- und Single-Mixed-Staffeln

| Platzierung | Einzel | Sprint | Verfolgung | Massenstart | Staffel | Gesamt |
| ----------- | ------ | ------ | ---------- | ----------- | ------- | ------ |
| 1. Platz    |        |        |            |             |         |        |
| 2. Platz    |        |        |            |             |         |        |
| 3. Platz    |        |        |            |             |         |        |
| Top 10      |        |        |            |             |         |        |
| Punkteränge | 1      |        |            |             | 38      | 39     |
| Starts      | 12     | 33     | 8          |             | 39      | 92     |

### Weltcupwertungen
Ergebnisse bei Biathlon-Weltcups (Disziplinen- und Gesamtweltcup) gemäß Punktesystem:
| Saison  | Einzel | Einzel | Sprint | Sprint | Verfolgung | Verfolgung | Massenstart | Massenstart | Gesamt | Gesamt |
| Saison  | Platz  | Punkte | Platz  | Punkte | Platz      | Punkte     | Platz       | Punkte      | Platz  | Punkte |
| ------- | ------ | ------ | ------ | ------ | ---------- | ---------- | ----------- | ----------- | ------ | ------ |
| 2020/21 | 48.    | 17     | –      | –      | –          | –          | –           | –           | 80.    | 17     |

### Olympische Winterspiele
Ergebnisse bei Olympischen Winterspielen:
|                                        | Einzelwettbewerbe | Einzelwettbewerbe | Einzelwettbewerbe | Einzelwettbewerbe | Staffelwettbewerbe | Staffelwettbewerbe |
| Einzel                                 | Sprint            | Verfolgung        | Massenstart       | Männerstaffel     | Mixedstaffel       |                    |
| -------------------------------------- | ----------------- | ----------------- | ----------------- | ----------------- | ------------------ | ------------------ |
| Olympische Winterspiele 2022 \| Peking | 82.               | 44.               | 51.               | –                 | –                  | 18.                |

### Weltmeisterschaften
Ergebnisse bei Weltmeisterschaften:
| Weltmeisterschaften | Weltmeisterschaften | Einzelwettbewerbe | Einzelwettbewerbe | Einzelwettbewerbe | Einzelwettbewerbe | Staffelwettbewerbe | Staffelwettbewerbe | Staffelwettbewerbe |
| Jahr                | Ort                 | Einzel            | Sprint            | Verfolgung        | Massenstart       | Männerstaffel      | Mixedstaffel       | S.-M.-Staffel      |
| ------------------- | ------------------- | ----------------- | ----------------- | ----------------- | ----------------- | ------------------ | ------------------ | ------------------ |
| 2017                | Hochfilzen          | –                 | 86.               | –                 | –                 | 15.                | –                  | N/A                |
| 2019                | Östersund           | 66.               | 59.               | 57.               | –                 | 20.                | 15.                | –                  |
| 2020                | Antholz             | 65.               | 49.               | 56.               | –                 | 20.                | 20.                | –                  |
| 2021                | Pokljuka            | 55.               | 82.               | –                 | –                 | 18.                | –                  | –                  |

### Juniorenweltmeisterschaften
Ergebnisse bei Juniorenweltmeisterschaften:
| Weltmeisterschaften | Weltmeisterschaften | Einzelwettbewerbe | Einzelwettbewerbe | Einzelwettbewerbe | Männerstaffel |
| Jahr                | Ort                 | Einzel            | Sprint            | Verfolgung        | Männerstaffel |
| ------------------- | ------------------- | ----------------- | ----------------- | ----------------- | ------------- |
| 2012                | Kontiolahti         | 72.               | 51.               | 59.               | –             |